# Mount Moffit
Der Mount Moffit ist ein 3968 m hoher Berg in der Alaskakette in Alaska (USA). Er ist der zweithöchste Berg in der Hayes Range, ein Teilabschnitt der Alaskakette.

## Geografie
Der Berg befindet sich im östlichen Teil der Alaskakette, knapp 62 km südsüdwestlich von Delta Junction sowie 75 km nordnordwestlich von Paxson. Das Durchbruchstal des Delta River verläuft 25 km weiter östlich. Der Mount Moffit liegt zwischen dem östlichen und mittleren Arm des Trident-Gletschers. Ein Bergkamm führt zum 3,8 km südwestlich gelegenen Mount Shand, der sich auf dem Hauptkamm der Alaskakette befindet. Neben dem Hauptgipfel gibt es noch den 3865 m hohen 730 m weiter westlich gelegenen Westgipfel (⊙).

## Besteigungsgeschichte
Die Erstbesteigung des Mount Moffit gelang William Shand Jr. und Benjamin G. Ferris Jr. am 12. August 1941. Die Aufstiegsroute führte vom mittleren Trident-Gletscherarm aus über den Westgipfel. Das Basislager lag auf einer Höhe von 1450 m, ein weiteres Lager auf dem Weg zum Gipfel auf einer Höhe von 2950 m.

## Namensgebung
Der Berg wurde 1950 vom U.S. Geological Survey (USGS) nach Fred Howard Moffit (1874–1958) benannt. Dieser war ein Geologe der USGS-Niederlassung in Alaska. Moffit arbeitete 40 Jahre in Alaska und veröffentlichte mehr als 50 Publikationen zur Geologie und zum Bergbau Alaskas.